# Anopsicus clarus
Anopsicus clarus is een spinnensoort uit de familie trilspinnen (Pholcidae). De soort komt voor in Jamaica.